# Bois de la Comté
Le bois de la Comté  est une forêt française située au centre de l’Auvergne, entre la vallée de l’Allier et les monts du Livradois, au sein du pays traditionnel de la Comté. C’est une forêt à fort degré de naturalité qui couvre une surface comprise entre 900 ha et 1 500 ha
.

## Géographie
La forêt de la Comté, et sa voisine la forêt communale de Saint-Babel (278 ha), sont situées dans le département français du Puy-de-Dôme. Elles s'étendent sur les communes de Vic-le-Comte, Yronde-et-Buron, Saint-Babel, Sallèdes et, pour une faible part, de Manglieu. Elle est limitée par la vallée de l’Allier à l’ouest et les monts du Livradois à l’est, au sein de la région éponyme.

### Topographie
On a inventorié dans la forêt de la Comté les plus vieux ensembles volcaniques du département du Puy-de-Dôme tels que le pic du Cheix Blanc (817 mètres), le pic de Vindoux (746 mètres), le puy de Champerogne (734 mètres), le pic de Dimond (734 mètres), le pic de Fleuride (676 mètres), le puy des Gardelles (759 mètres), le pic de Garagnon (687 mètres), le puy de Rayat (687 mètres), le puy de Saint Hippolyte (806 mètres), La Côte (788 mètres), Le Grand Raymond (748 mètres) et le Petit Raymond (701 mètres).

### Climat
Le climat y est de type tempéré. Les précipitations sont faibles sauf en mai et en août.

### Sols
La géologie complexe mêle des sucs basaltiques ou phonolithiques et des dépôts marno-calcaires. Cette forêt est un des rares massifs boisés sur sol calcaire de la région. Les sols sont secs en exposition sud, plus profonds et plus humides sur les pentes les plus douces et dans les dépressions.

## Histoire
La forêt de Saint-Babel abrite des vestiges révélant son occupation par l’homme depuis la haute Antiquité. Un certain nombre de sites archéologiques ont été recensés par le Conservatoire régional de l’archéologie. Au Moyen Âge la région était couverte de forêts qui appartenaient aux comtes d’Auvergne avant d'être rattachées au domaine royal sous le règne de Saint-Louis. 
En 1630, Étienne Dalmas, maître des Eaux et Forêts d’Auvergne, disait de ces forêts : « Elles sont en réputation, les plus nobles, premières et anciennes forêts de France » et n’hésitait pas à les qualifier de « plus belles futées de France ».
Au XVIIe siècle, les bois de région d’Issoire passèrent sous la juridiction des ducs de Bouillon qui l'obtiennent de Louis XIV contre leur principauté de Sedan. Après la Révolution française, la forêt fut achetée par Guillaume-Jean Favard de Langlade, baron de Langlade, qui la légua à ses héritiers de la famille Girot de Langlade, lesquels la vendirent à la fin du XIXe siècle. La forêt devient alors la propriété du comte de Hunolstein dont les pierres gravées d'un « H » sont encore visibles. 
Le bois de la Comté reste aujourd’hui le seul témoin d’un massif historique plus étendu. La forêt communale de Saint-Babel a été achetée par la commune le 20 mai 1953 et bénéficie du régime forestier depuis le 9 novembre 1953.

## La forêt
Elle constitue un des massifs les plus diversifiés et floristiquement les plus riches de France. Elle est gérée par l'Office national des forêts,.
Tous les étages de végétation y sont fortement représentés. On compte parmi les arbres une quinzaine d’essences feuillues tels que le chêne, le frêne, le tilleul ou le charme… Trente espèces d’arbustes et aux moins deux cent cinquante plantes herbacées y ont été recensées. Deux d’entre elles sont protégées.
La richesse du milieu s’exprime par deux habitats naturels remarquables :
- La tillaie-frênaie d’orientation nord.
- La tillaie sèche en exposition sud.

### Espèces végétales remarquables

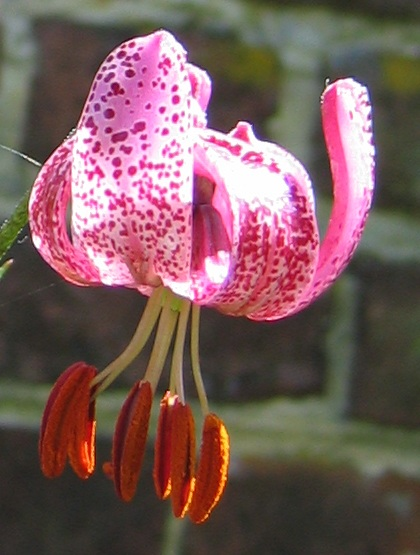
Lis martagon.
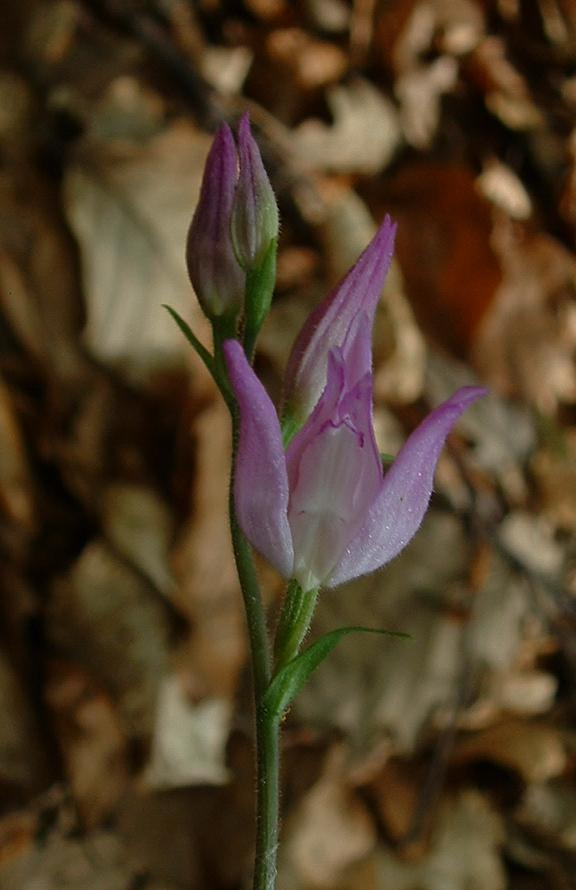
Céphalanthère rouge.
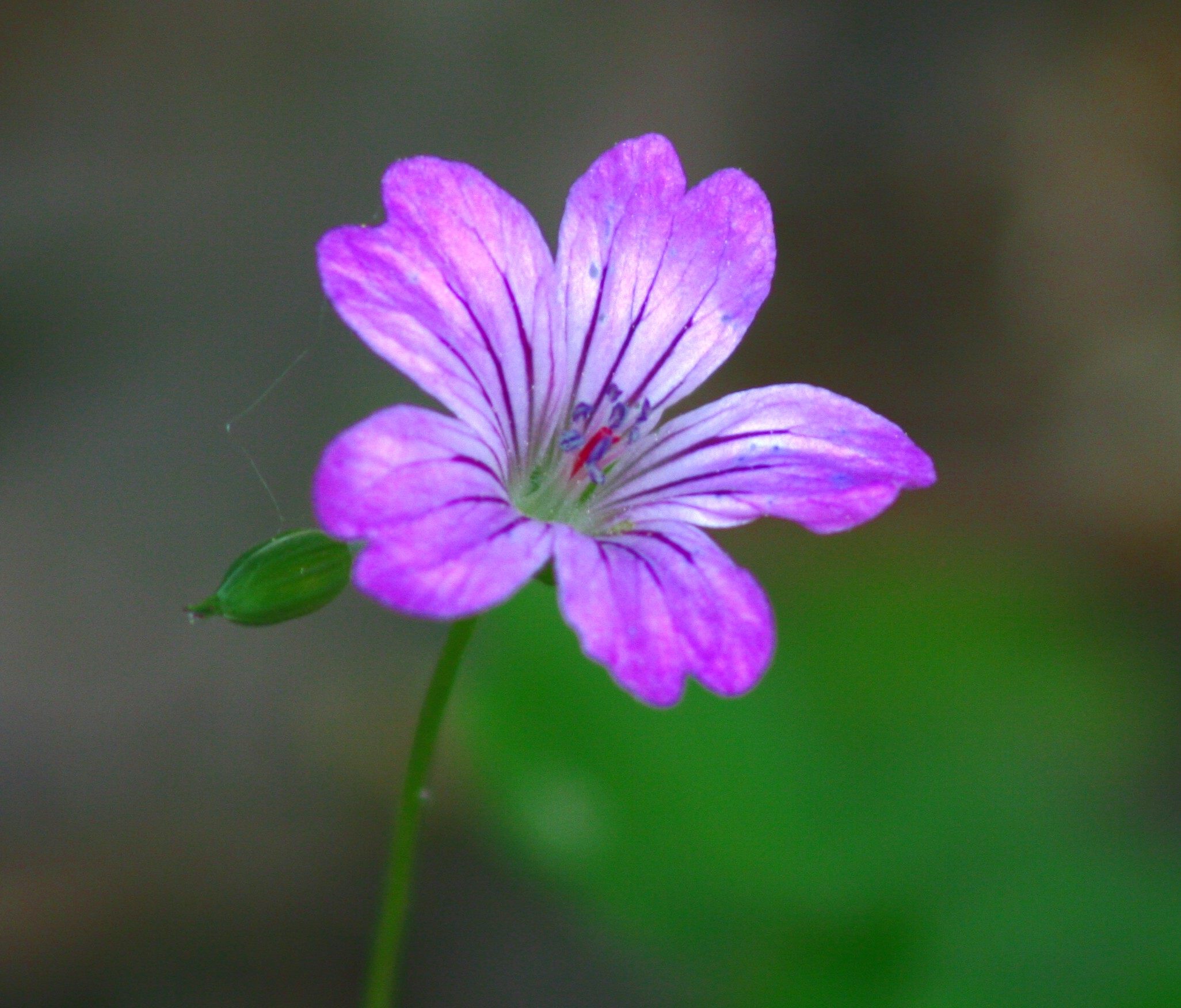
Géranium noueux.
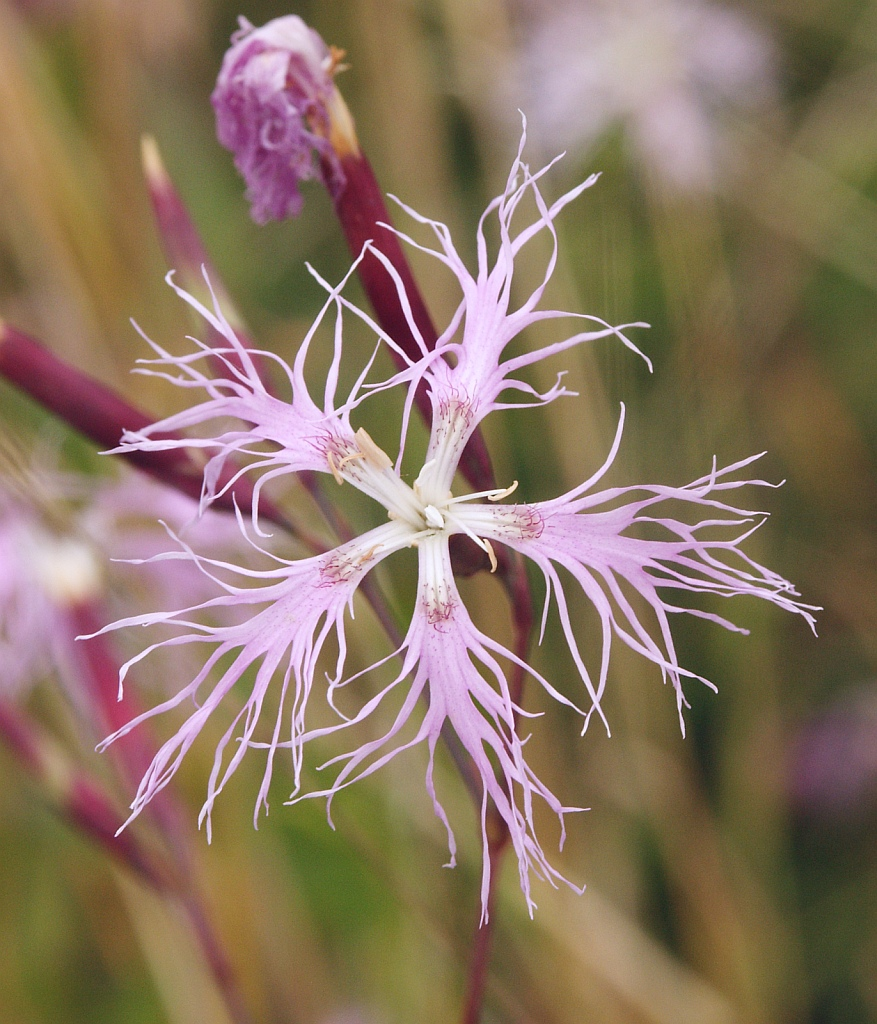
Œillet superbe.
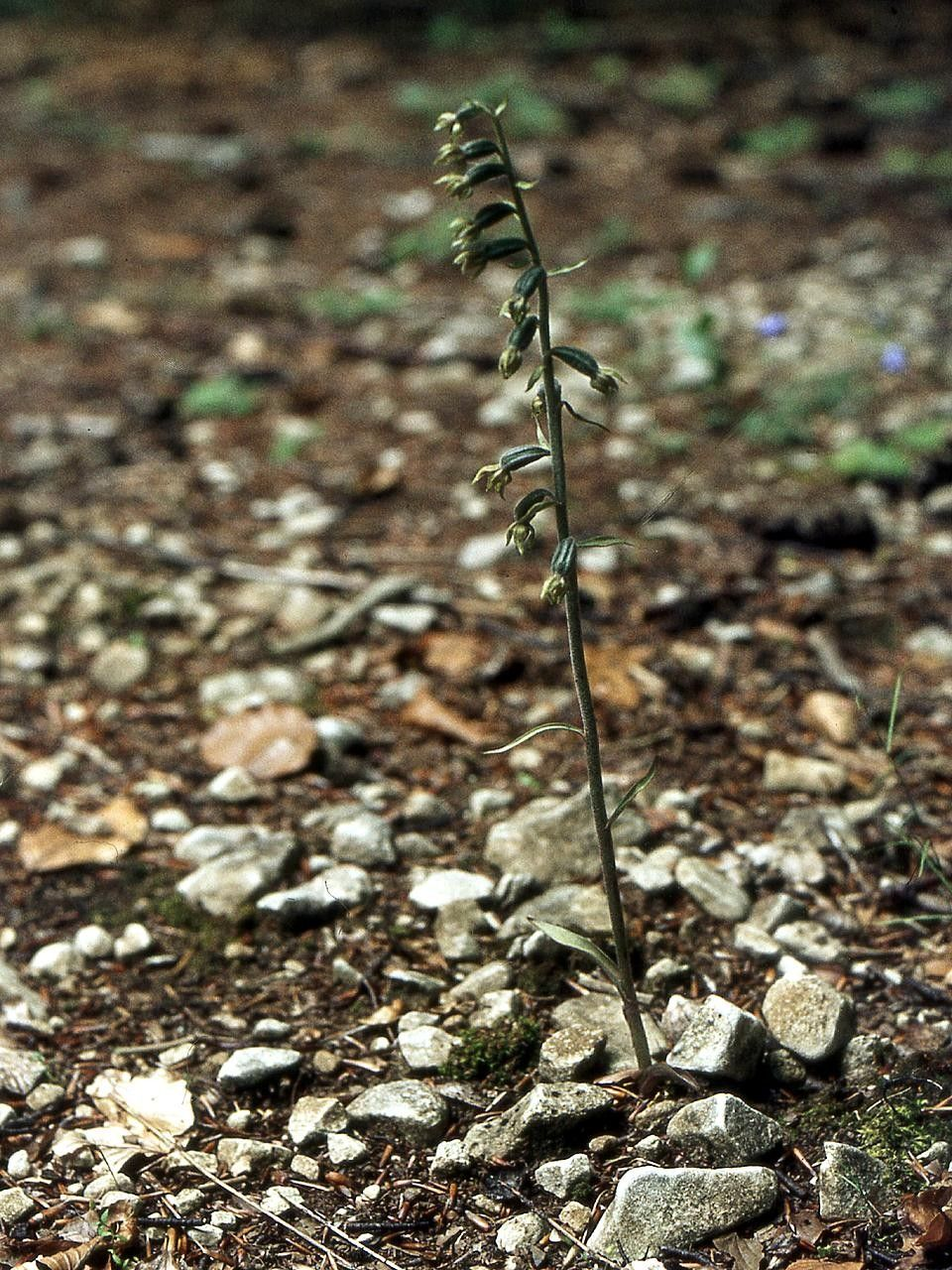
Épipactis à petites feuilles.
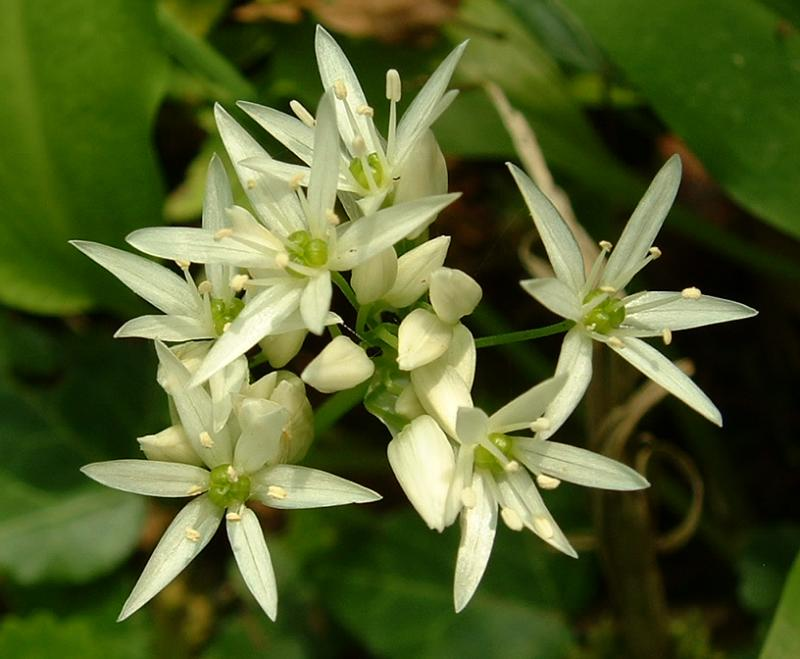
Ail des ours.
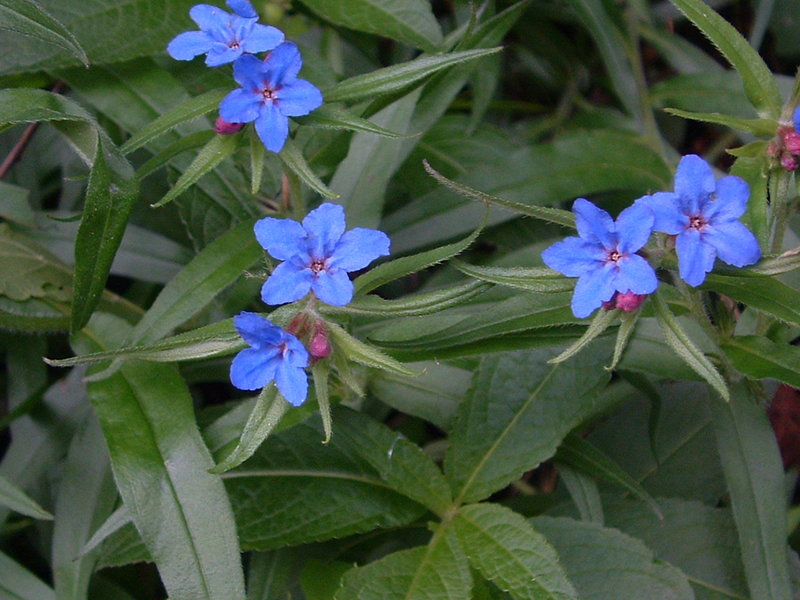
Grémil pourpre bleu.
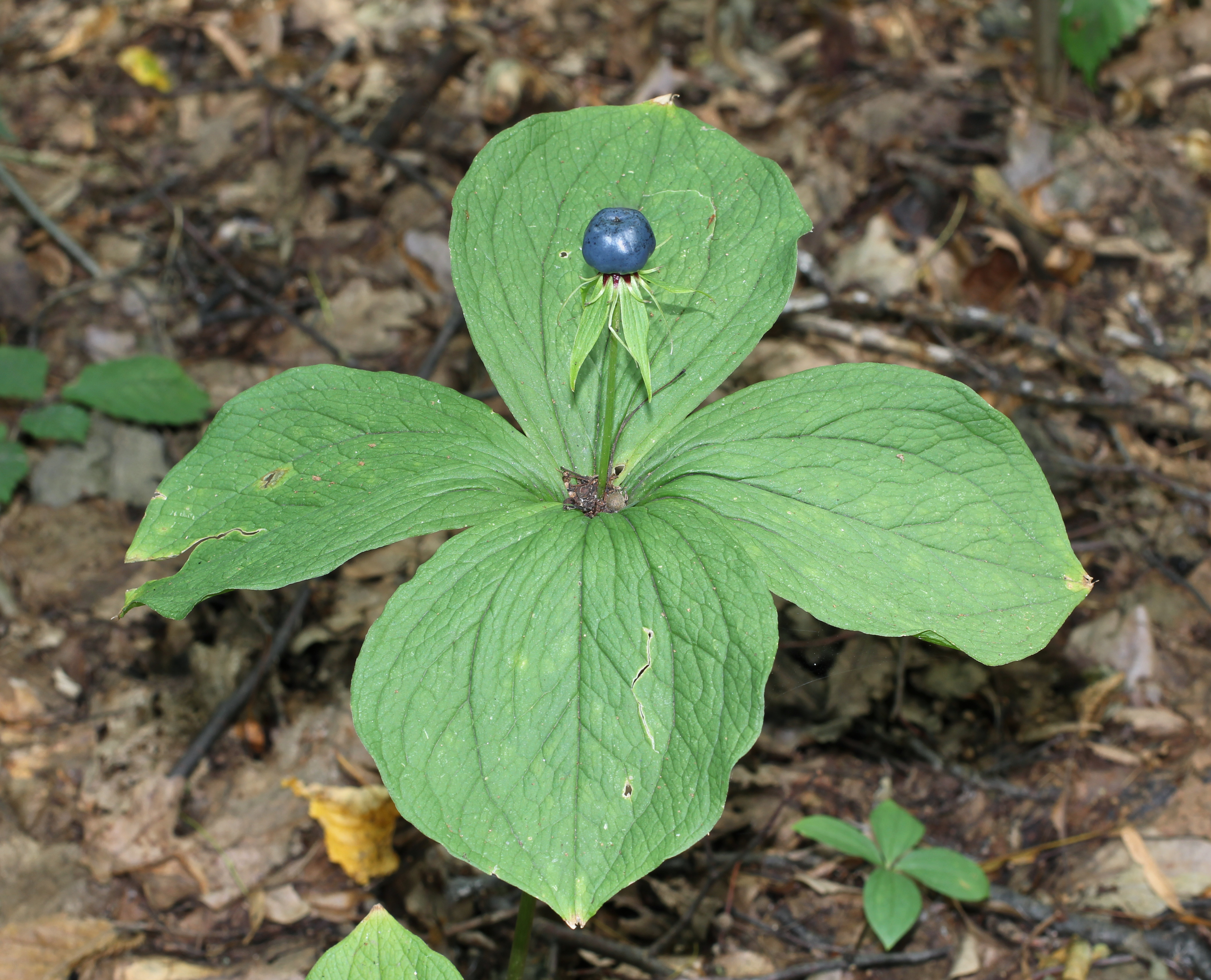
Parisette à quatre feuilles.
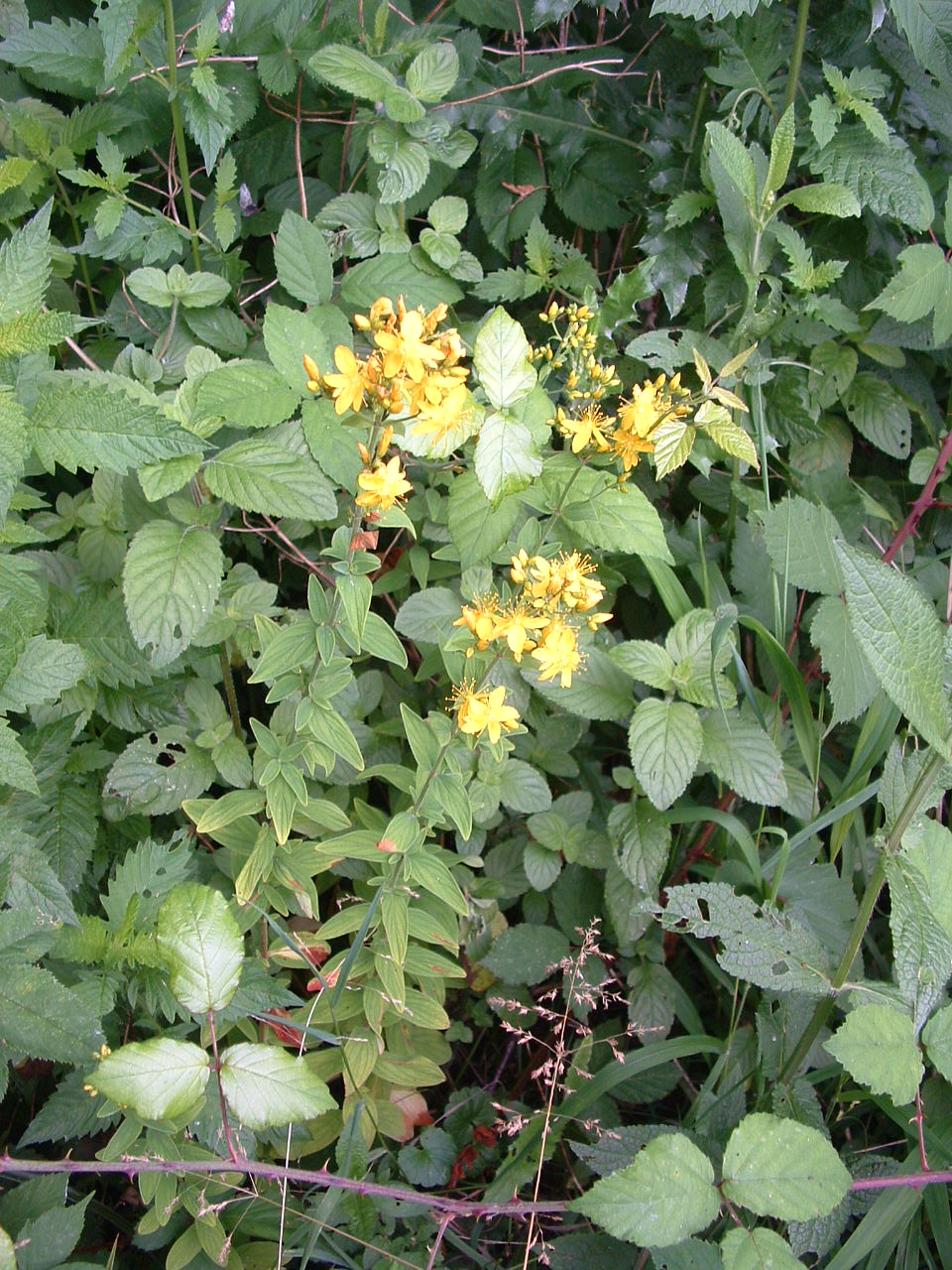
Millepertuis hérissé.
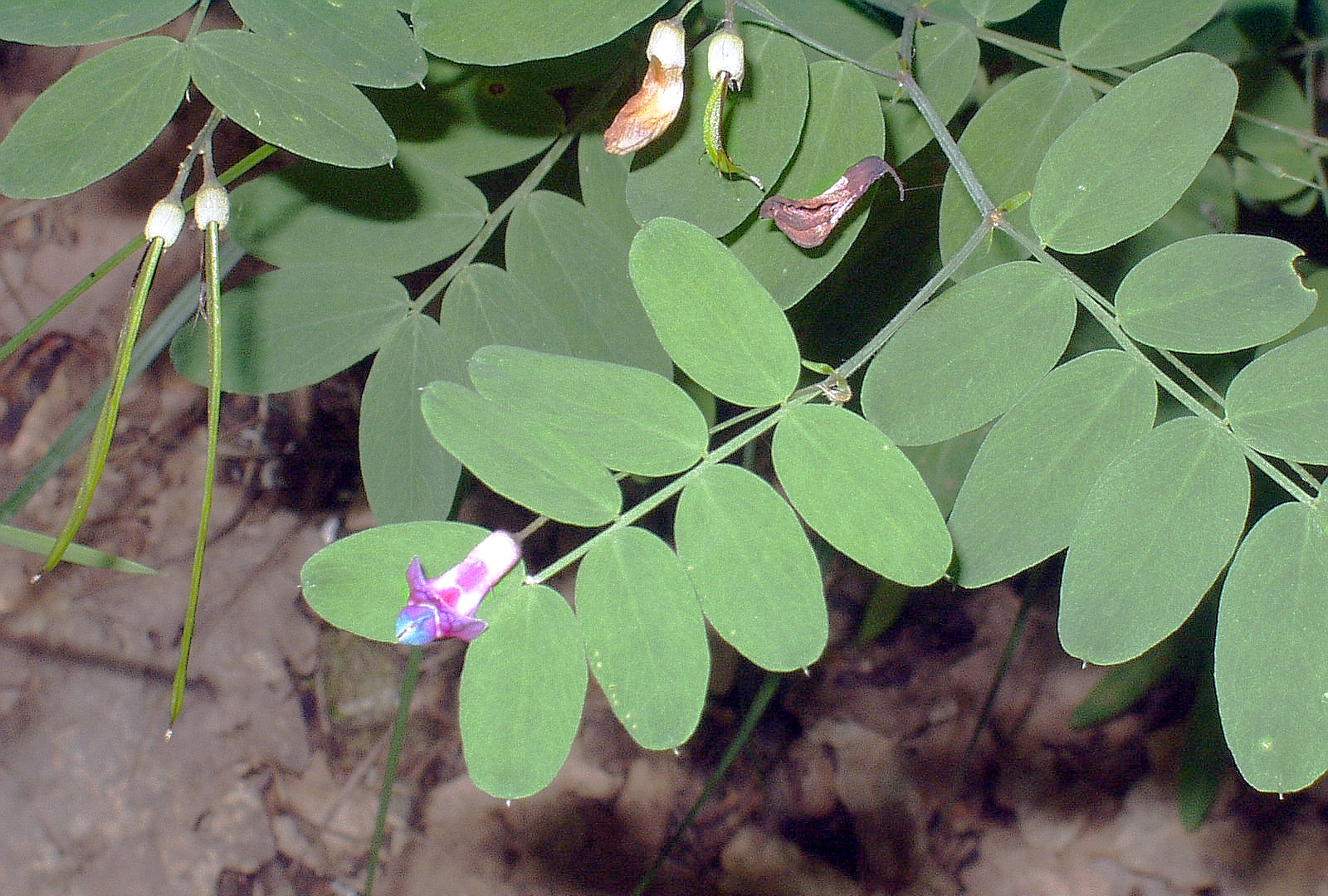
Gesse noire.
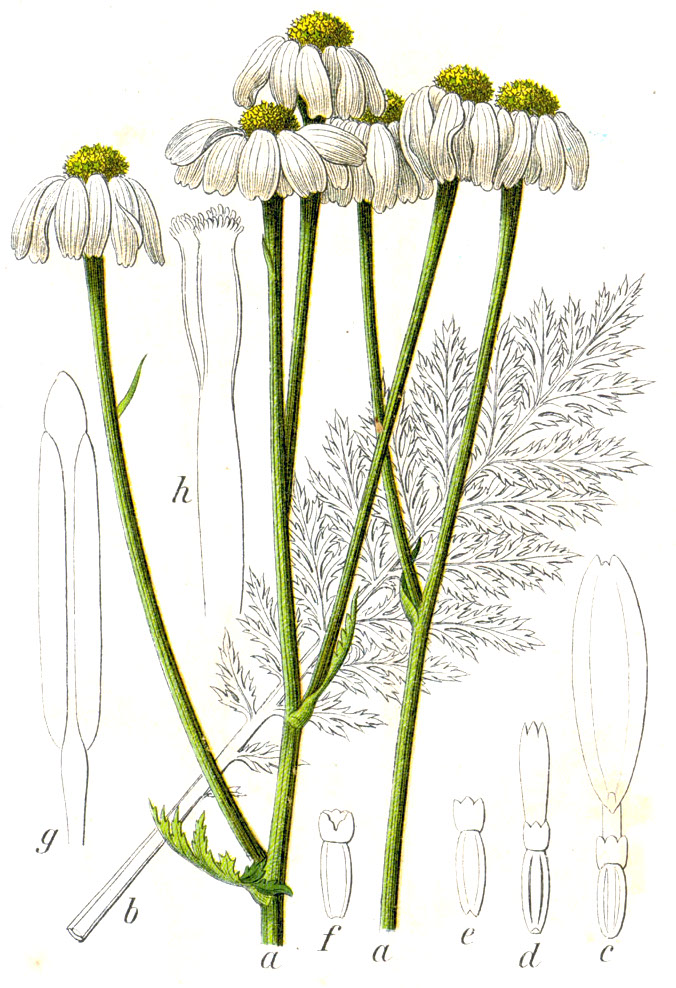
Chrysanthème en corymbe.
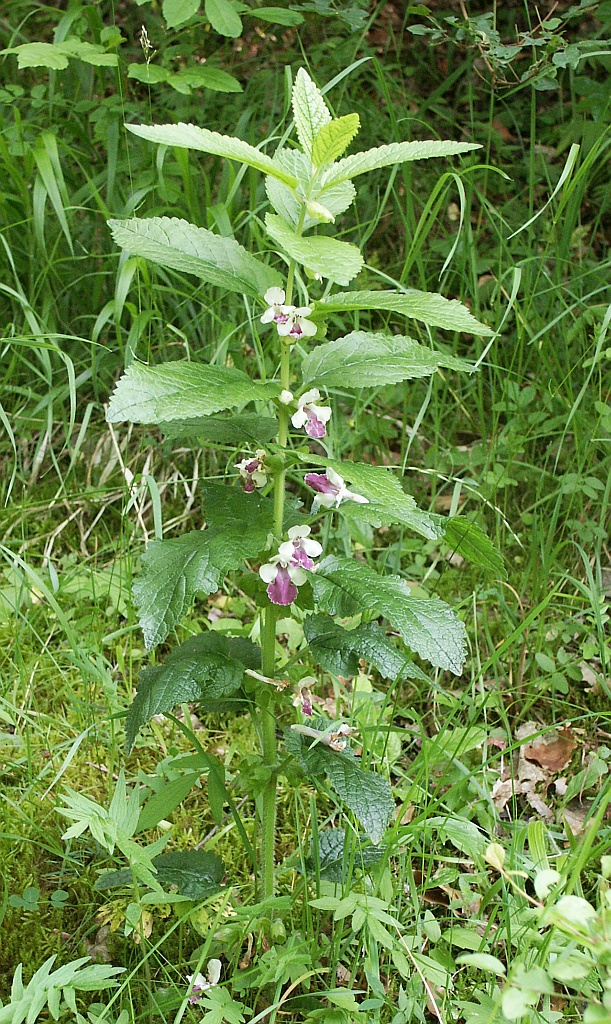
Mélitte à feuilles de mélisse.
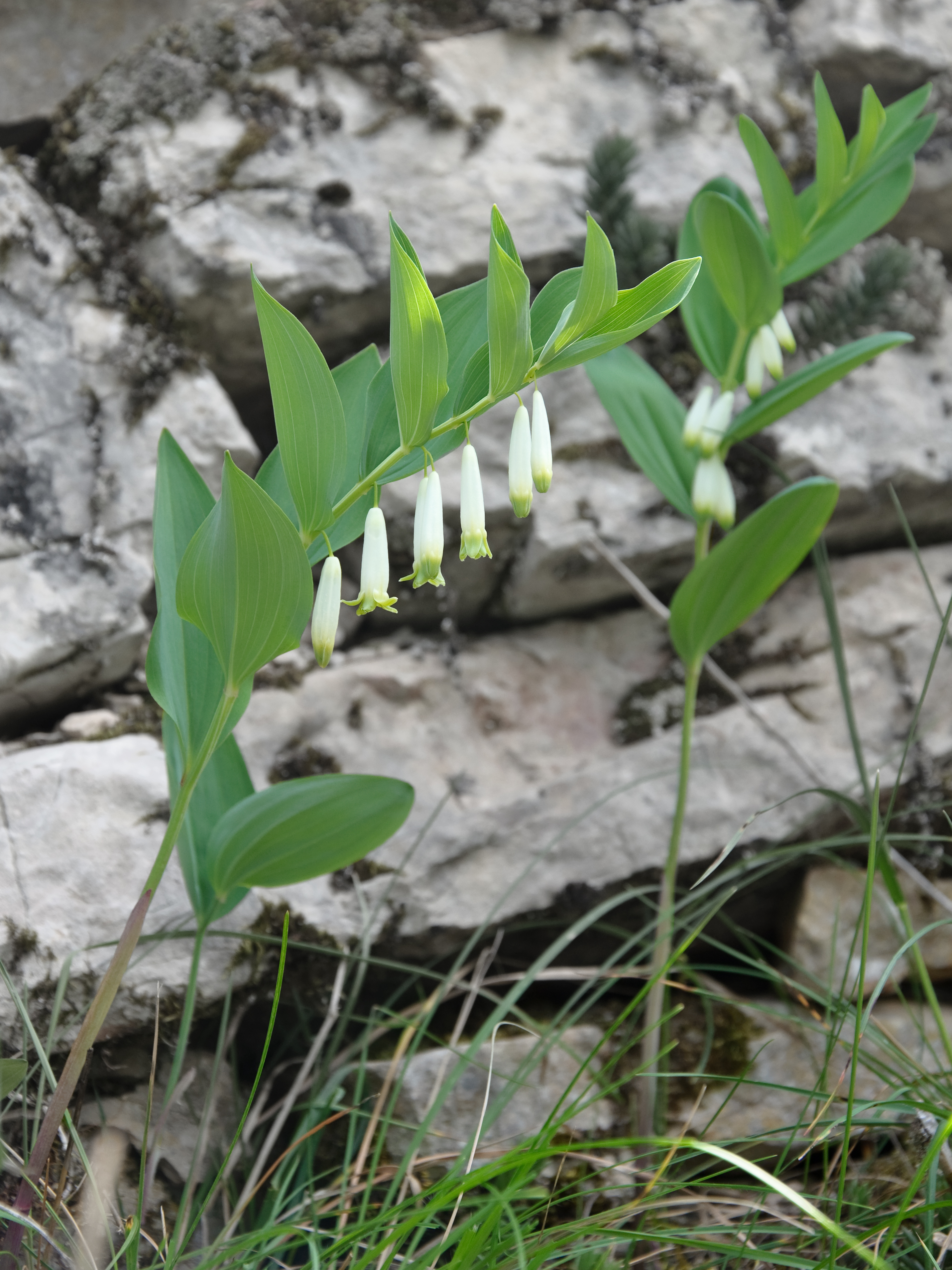
Sceau de Salomon odorant.

## La faune

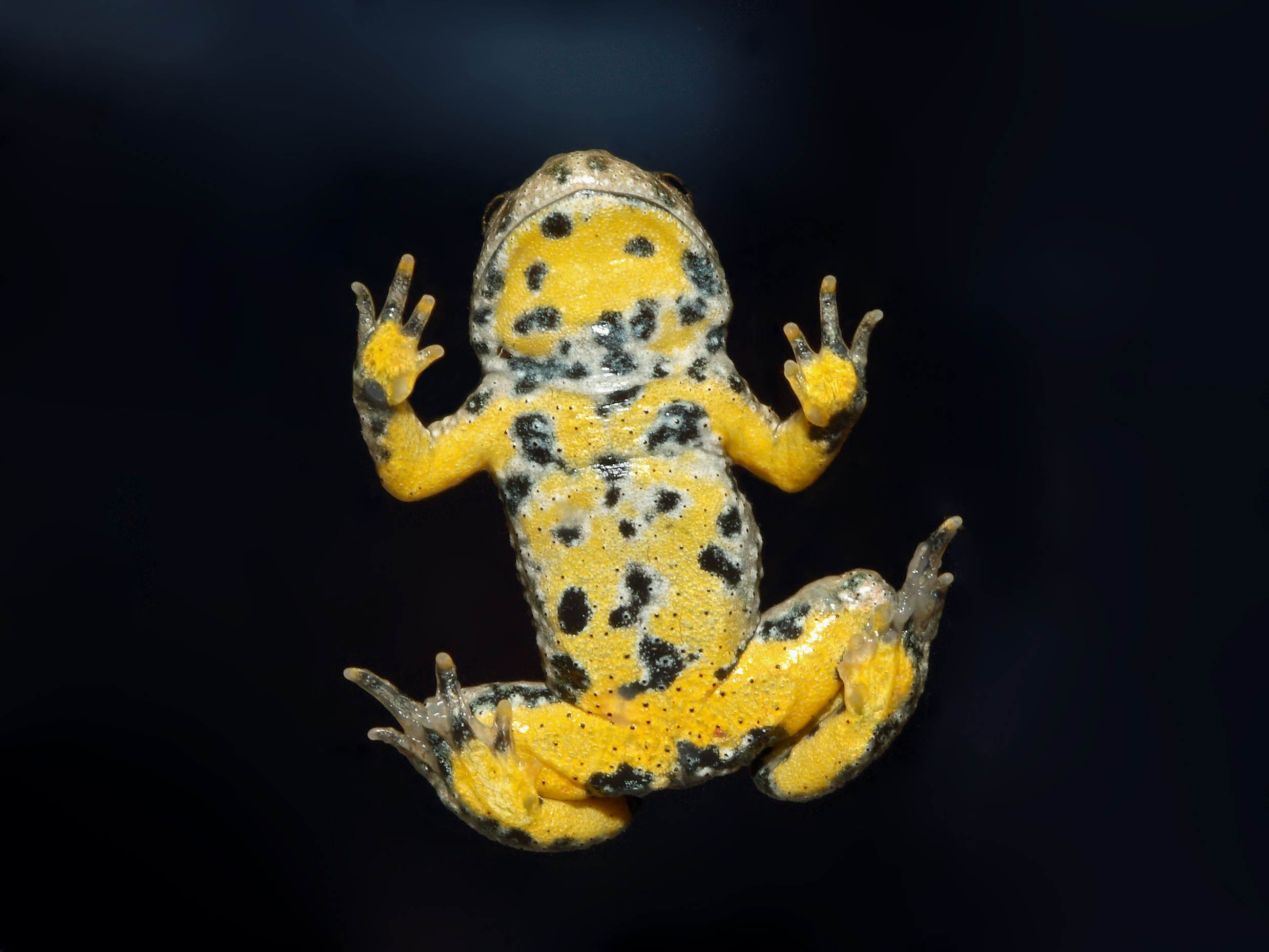
Sonneur à ventre jaune.

Hormis le gibier (chevreuils et sangliers) et les petits mammifères (murin de Daubenton) , les espèces les plus nombreuses sont surtout des oiseaux (bondrée apivore, milan royal, pic mar). Les passereaux sont fortement représentés. L’herpétofaune avec trois espèces protégées d’amphibiens comme le sonneur à ventre jaune est également abondante.

## Expédition IBISCA
Bruno Corbara, enseignant-chercheur à l’Université Blaise-Pascal, a mis en place le programme IBISCA (Inventaire de la biodiversité du sol à la canopée). Après des expéditions au Panama et dans le Pacifique Sud il a mené un quatrième programme identique dans les Bois de la Comté de juin 2008 jusqu’en 2010.